# العالم الإسلامي

تعداد المسلمين في خريطة العالم بالنسب المئوية لكل بلد، وفقا لمنتدى بيو. (تقديرات 29 يونيو 2014).

العالم الإسلامي له معان مختلفة. بالمعنى الديني، والإسلامي فإن الأمة الإسلامية تشير إلى أولئك الذين ينتمون إلى تعاليم الإسلام، ويشار إليهم بالمسلمين.أما بالمعنى الثقافي، فالأمة الإسلامية تشير إلى الحضارة الإسلامية، باستثناء غير المسلمين الذين يعيشون في كنف تلك الحضارة. في الجغرافيا السياسية يشير المعنى الحديث إلى الجغرافيا السياسية، ولاية الأمة الإسلامية عادة ما تشير مجتمعة إلى الدول ذات الأغلبية الإسلامية، الدول والمقاطعات.
على الرغم من أن أنماط الحياة الإسلامية تؤكد الوحدة والدفاع عن إخوانهم المسلمين، فإن المدارس والفروع (انظر خلاف سني شيعي، على سبيل المثال) قد وجدت في الماضي، فإن وحدة الإسلام والتيارات القومية قد أثرت على الوضع في العالم الإسلامي.
اعتبارا من عام 2010، أكثر من 1.6 مليار أو نحو 23.4% من سكان العالم هم من المسلمين. حسب النسبة المئوية من مجموع السكان في منطقة يعتبرون أنفسهم مسلمون، 24.8% في آسيا - أوقيانوسيا كذلك أيضا، 91.2% في الشرق الأوسط - شمال أفريقيا، 29.6% في أفريقيا جنوب الصحراء الكبرى، حوالي 6.0% في أوروبا، وبنسبة 0.6% في الأمريكتين.

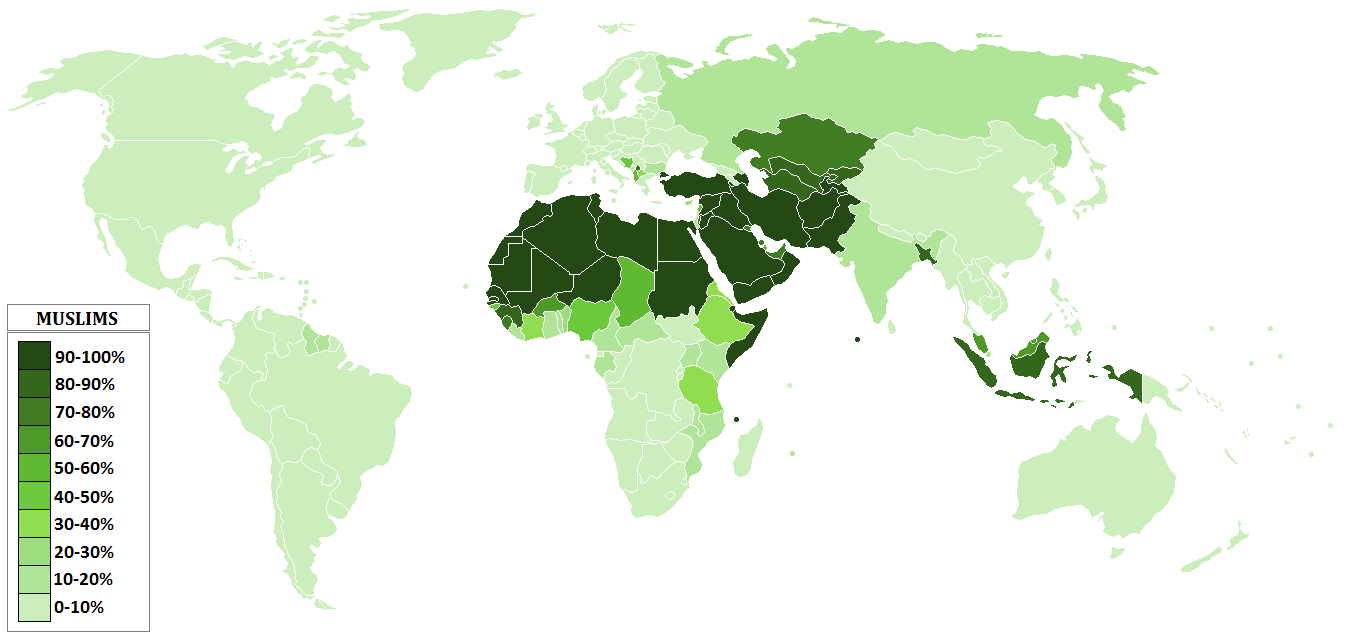
النسبة المئوية للمسلمين حول العالم.

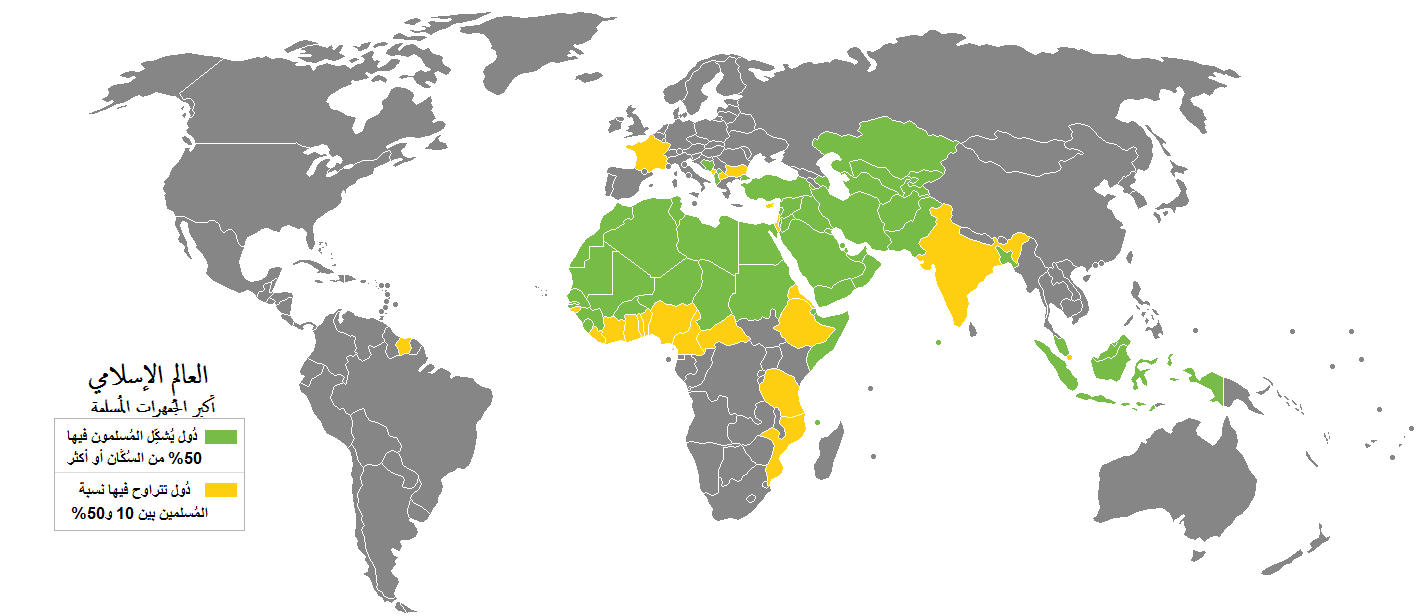
خريطة العالم الإسلامي (الدول ذات الغالبية الإسلامية).

## التاريخ

نزهة المشتاق في اختراق الآفاق، التي رسمها الإدريسي عام 1154، واحدة من أكثر خرائط العالم القديم تقدما.كتب الإدريسي أيضا عن المجتمعات الإسلامية المتنوعة الموجودة في مختلف الأراضي.

التاريخ الإسلامي يتضمن تاريخ العقيدة الإسلامية كدين وكمؤسسة اجتماعية. بدأ تاريخ الإسلام في الجزيرة العربية مع النبي الإسلامي محمد وبدأت تلاوات القرآن الأولى في القرن السابع في شهر رمضان.
ومع ذلك، فإن الإسلام تحت الخلافة الراشدة شهد نموا سريعا. توسعت قوة المسلمين الجغرافية وإمتدت إلى ما وراء شبه الجزيرة العربية في شكل إمبراطورية إسلامية واسعة مع مناطق نفوذ التي امتدت من شمال غرب الهند، عبر آسيا الوسطى والشرق الأوسط وشمال أفريقيا، جنوب إيطاليا، وشبه الجزيرة الايبيرية، إلى جبال البرانس.
بعد قرن من وفاة النبي محمد، والإمبراطورية الإسلامية امتدت من إسبانيا في الغرب إلى السند في الشرق. الإمبراطوريات اللاحقة مثل تلك التي في العباسيين، الفاطميين، المرابطون، السلاجقة، أجوران، عدل وسلطنة الورسنجلي في الصومال، المغول، الدولة الصفوية في فارس والعثمانيين في الأناضول كانت بين القوى المؤثرة والمتميزة في العالم.

### الثقافة الكلاسيكية

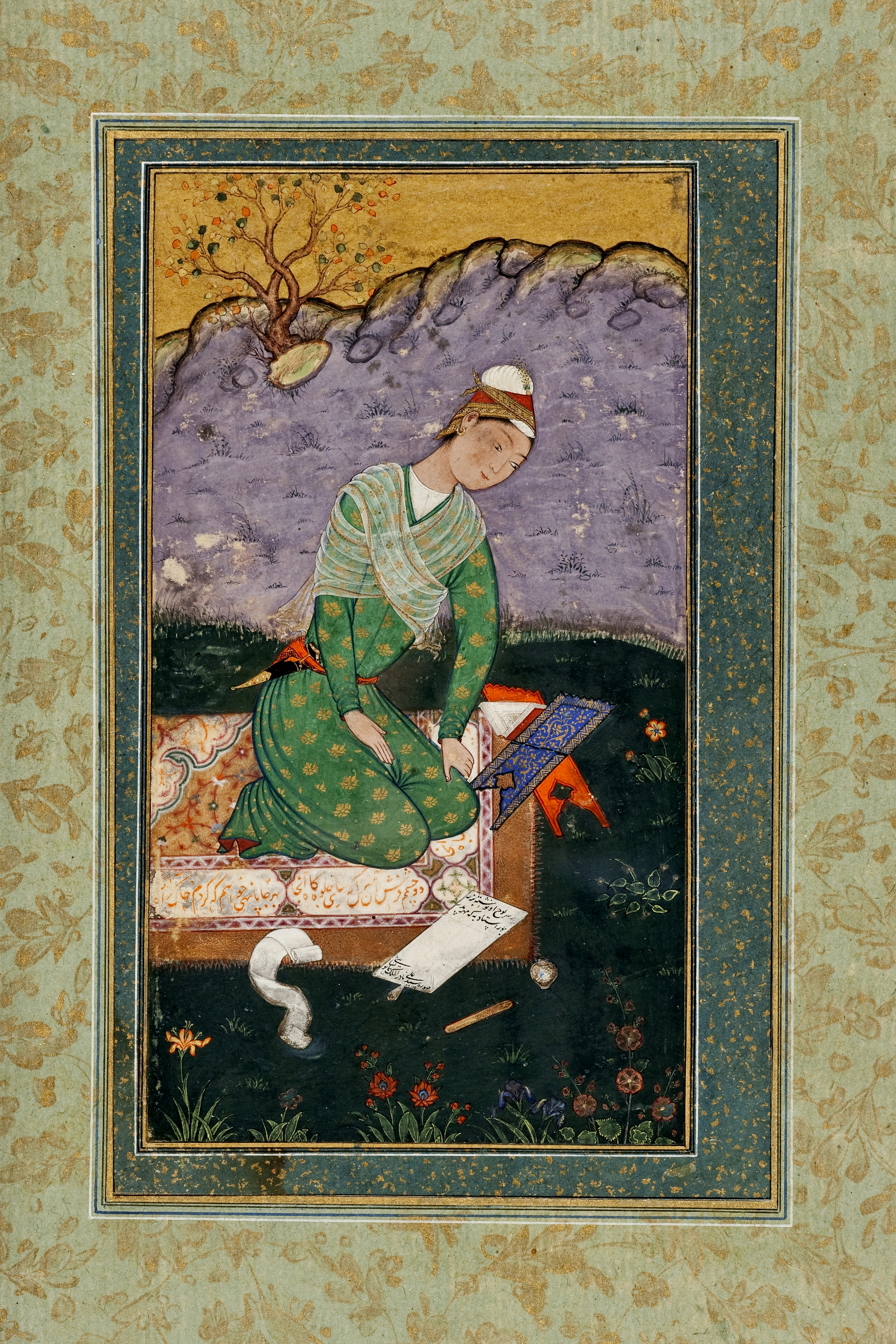
مير سيد علي، باحث يكتب تعليق على القرآن، خلال عهد الإمبراطور المغولي شاه جاهان
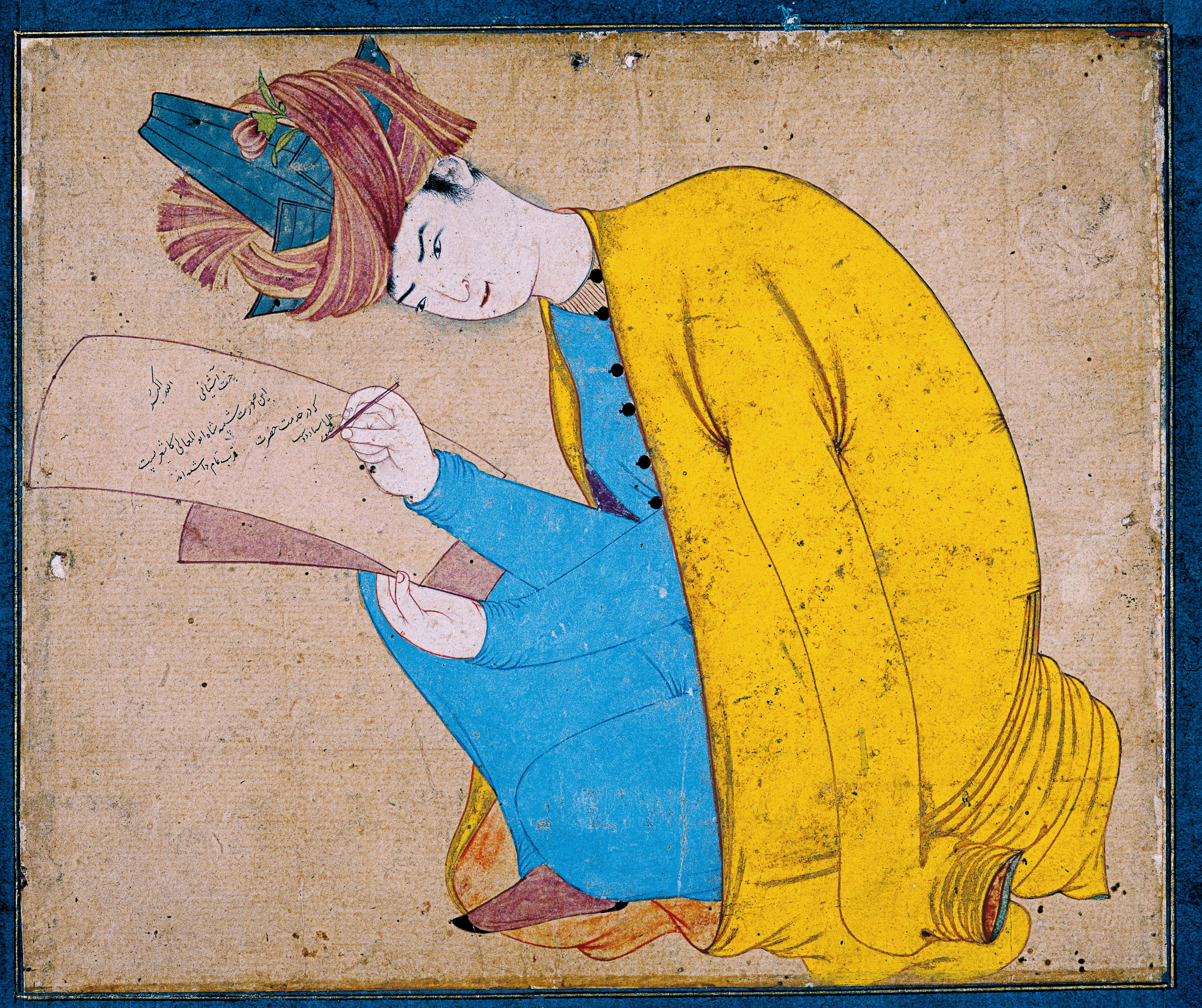
منمنمة فارسية فارس العالم أبو المعالي شاه
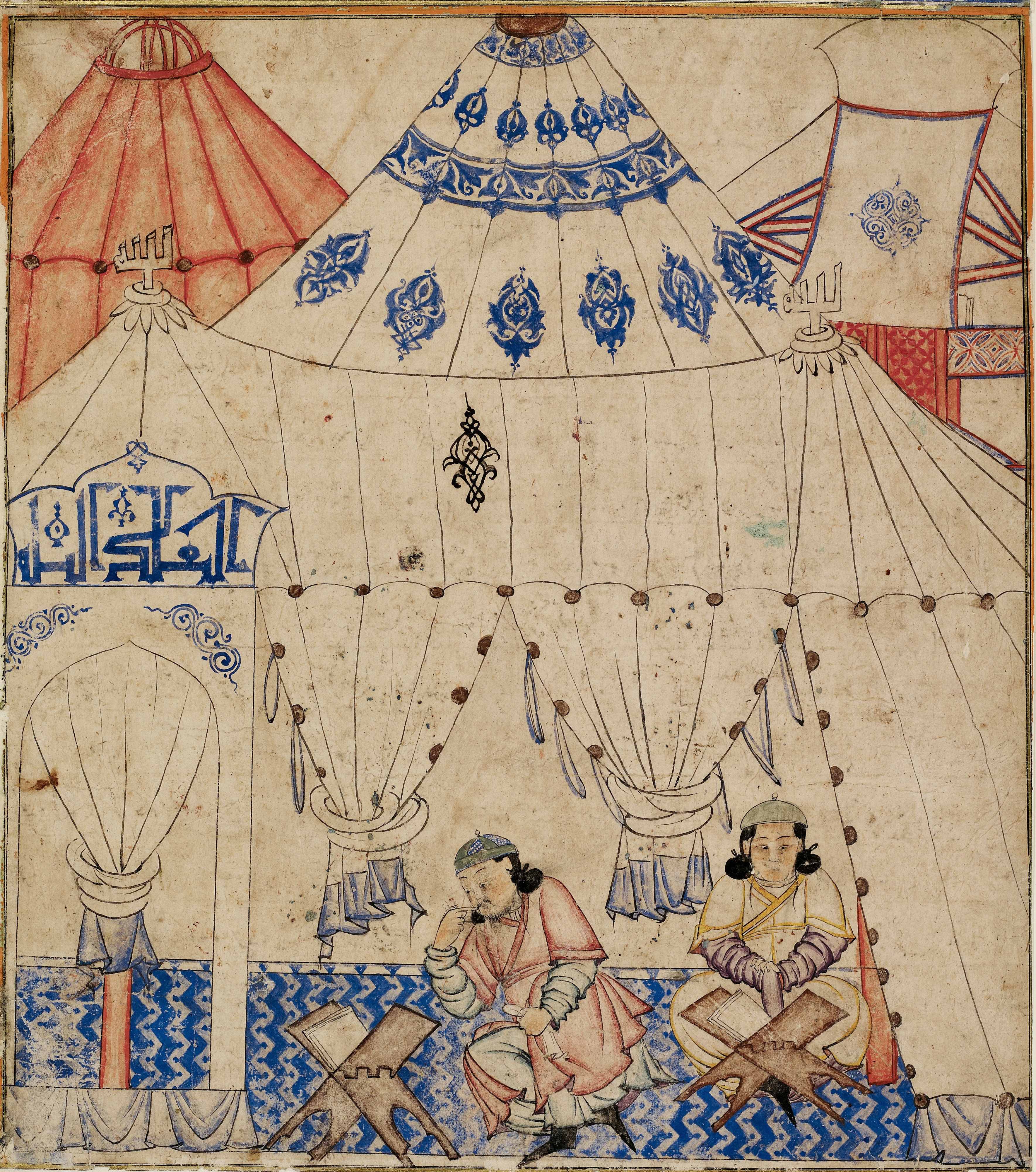
الحاكم المغولي محمود غازان، يدرس القرآن.
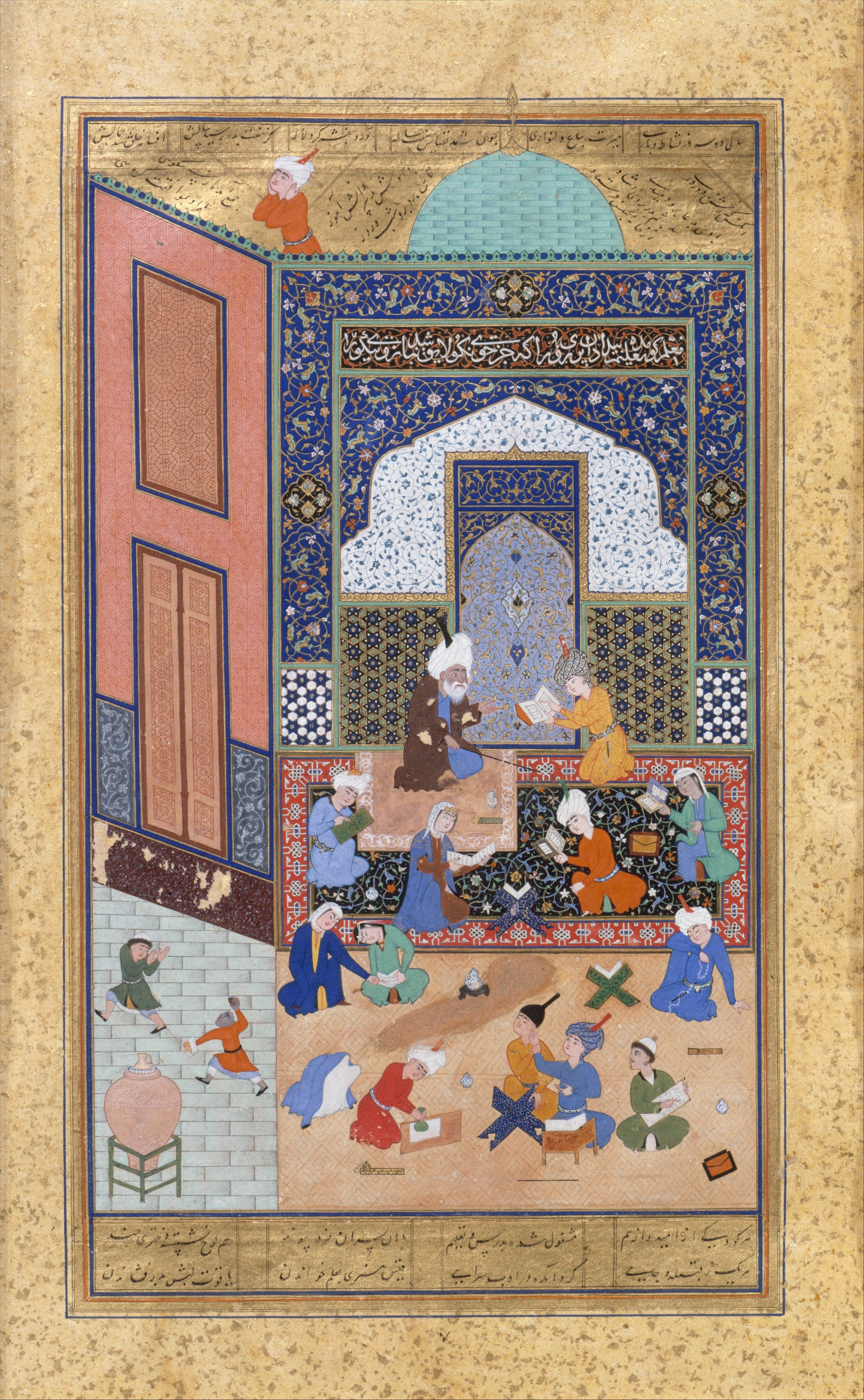
لیلى ومجنون عامري يدرسان معا، من لوحة منمنمة فارسية.

والعصر الذهبي الإسلامي تزامن مع العصور الوسطى في العالم الإسلامي، بدءا من ظهور الإسلام وتأسيس الدولة الإسلامية الأولى في 622. في نهاية ذلك العصر تظهر بشكل مختلف كما حدث عام 1258 مع سقوط بغداد (1258) المنغولي، أو 1492 مع الانتهاء من سقوط الأندلس من مملكة غرناطة في الأندلس، شبه الجزيرة الايبيرية.خلال عهد الخليفة العباسي الأسطوري هارون الرشيد (786-809)، بيت الحكمة الذي افتتح في بغداد حيث سعى العلماء من مختلف أنحاء العالم لترجمة وجمع كل معارف العالم المعروف ونقلها إلى اللغة العربية. وقد تأثر العباسيين من قبل بالأوامر القرآنية والأحاديث، مثل إن «حبر عالما هو أكثر قدسية من دم الشهيد»، التي أكدت على قيمة المعرفة. العواصم الإسلامية الكبرى في بغداد، القاهرة، وقرطبة أصبحت المراكز الفكرية الرئيسية للعلم والفلسفة والطب والتعليم. خلال هذه الفترة، كان العالم الإسلامي مجموعة من الثقافات. وتضافرت معا، وأسهمت في تقديم المعرفة المكتسبة من اليونانية القديمة، والحضارة الرومانية، والإمبراطورية الفارسية، الصينية، الهندية، المصري، وحضارات فينيقيا.
المصطلح قديم ومرتبط بنشأة الإسلام برسالة النبي محمد صلى الله عليه وسلم والذي بداية إشراق ونور للعالم الإسلامي، وكان التعبير عن أهل الإسلام بالامة الإسلامية ومع الفتوحات الإسلامية التي بدأت في عهد النبي ومن تلاه من قادة الإسلام العظماء ظهر لقب أمير المؤمنين ومن بعده إنشاء لنظام الخلافة الإسلامية واصطلاح الخليفة الإسلامي وأيضا لقب السلطان ومن تبعه من الولاة الذين يرى فيهم أهل للحكم في فيدرالية الدولة الإسلامية واتعبرت عاصمة الخلافة عاصمة للعالم الإسلامي كله، يدين لها جميع الولاة والمواطنين بالولاء والتبعية

### عهد النبوة
تشكل أول كيان إسلامي في المدينة المنورة عندما هاجر رسول الإسلام محمد ﷺ من مكة وكون نواة دولة الإسلام التي بدأت تنمو وتتوسع بدخول الأفراد والقبائل في الإسلام. وبعد فتح مكة في السنة الثامنة للهجرة أخذت الدولة الإسلامية في التوسع، فقد توافدت القبائل على الرسول معلنة إسلامها. ومع وفاة الرسول كانت دولة الإسلام تشمل الجزيرة العربية.

### الخلفاء الراشدون
بعد وفاة الرسول ﷺ اختار المسلمون أبا بكر خليفة، وسميت الفترة التي امتدت من عهد أبي بكر إلى علي بن أبي طالب بالخلافة الراشدة، ومدتها ثلاثون سنة. وفي أثناء هذه الفترة توسعت الدولة الإسلامية خارج الجزيرة العربية لتشمل بلاد الشام سوريا ولبنان والأردن وفلسطين وقبرص والعراق ومصر وبلاد فارس وخراسان وأرمينية وأذربيجان وأجزاء من الأناضول وليبيا وتونس، وكان مركز الدولة في المدينة.

### الدولة الأموية
بدأت الدولة الأموية بتولي معاوية بن أبي سفيان الخلافة واستمرت تسعين عاما. وشهدت هذه الفترة توسعاً كبيراً في العالم الإسلامي، فقد امتد في الشرق ليشمل إيران والهند والصين وآسيا الوسطى، وامتد في الغرب إلى شمال أفريقيا والأندلس (إسبانيا والبرتغال وجنوب فرنسا). وكان مركز الدولة في دمشق وكان الحكم وراثيا.

### العباسيون
خلف العباسيون الأمويين، واستمرت دولتهم قوية وشاملة حتى القرن الرابع الهجري، ثم ضعفت وتفككت ونشأت في ظلها أو مستقلة عنها دول كثيرة، ثم قتل الخليفة العباسي على يد المغول عام 656هـ/1258م. وكان مركز الدولة في بغداد. امتد الإسلام في العهد العباسي في آسيا الوسطى متوغلا في أقاليم جديدة إضافة إلى تلك التي وصل إليها في العهد الأموي وفي غرب أفريقيا ووسطها وشرقها.

### المماليك
حكم المماليك بعد الأيوبيين، وشملت دولتهم مصر والشام والعراق، وكانت ثمة دول إسلامية مستقلة في أقاليم العالم الإسلامي المختلفة، مثل شمال أفريقيا والأندلس والهند والصين وآسيا الوسطى. وقد أعاد المماليك الخلافة العباسية اسميا، ولكن الحكم الفعلي كان بأيديهم، واستمرت دولتهم تحكم باسم العباسيين حتى عام 1517م عندما قضت عليها الدولة العثمانية. وكان مركز الدولة في القاهرة. امتد الإسلام في عهد المماليك في جميع أنحاء القارة الهندية وجنوب شرق آسيا وجنوب غرب أفريقيا، وخرجت الأندلس من العالم الإسلامي نهائيا عام 1492م.

### العثمانيون
بدأت الدولة العثمانية عام 1299م نسبة إلى مؤسسها عثمان بن أرطغرل في الأناضول، وورثت قيادة العالم الإسلامي بعدما قضت على دولة المماليك في مصر والشام أوائلَ القرن السادس عشر، ثم امتد حكمها إلى شمال أفريقيا. وقد توسع العالم الإسلامي في عهد العثمانيين في العراق والأناضول والبلقان وشرق أوروبا ووسطها إلى حدود فيينا، كما انتشر الإسلام في غرب أفريقيا والهند وشرق وجنوب شرق آسيا. كان مركز الدولة في إسطنبول (القسطنطينية) التي كانت مركز الإمبراطورية البيزنطية حتى عام 1453م. وانهارت الدولة العثمانية في الحرب العالمية الأولى، وفقدت جميع المناطق التي كانت تابعة لها خارج تركيا. وفي عام 1924م ألغى كمال أتاتورك الخلافة، وأعلن تركيا دولة علمانية.

### العالم الإسلامي اليوم
خضعت معظم أنحاء العالم الإسلامي لاحتلال أوروبي، ثم استقلت بالتدريج. واليوم 56 دولة تجمعها منظمة المؤتمر الإسلامي، وللمسلمين تجمعات كبيرة في الهند والصين. كما أن بعض الدول يمكن اعتبارها إسلامية وليست عضوا في منظمة المؤتمر الإسلامي، مثل البوسنة والهرسك، وإريتريا. اختفت الألقاب وخصوصا لقب الخليفة والخلافة الإسلامية، بسقوط الدولة العثمانية وانتهاء حكمها للمشرق الإسلامي ورقعة كبيرة من أوروبا الشرقية. وعلى إثر الاستعمار الغربي للعديد من الدول الإسلامية، تفتت أقاليمٌ ودولٌ إلى دويلات. ودولٌ أخرى تغير نظام الحكم فيها إلى الملكية والجمهورية، ولم يبق من مصطلح «الأمة الإسلامية» إلا اجتماع سنوي للدول الإسلامية في منظمة تعرف باسم رابطة العالم الإسلامي، يصدر بعض أو الشجب والادانات لاعتداء على دولة مسلمة أو التوجيهات أو النصائح والتي غالبا ما لا تنفذ كتعطيل اتفاقيات الدفاع المشترك بين الدول الإسلامية وعدم التوصل لحلول إيجابية حقيقية لمشاكل وتحديات العالم الإسلامي.[وفقًا لِمَن؟]

### ما قبل الإسلام المعاصر
| المكان            | الحضارة                               |  | المكان                             | الحضارة                                                              |
| ----------------- | ------------------------------------- |  | ---------------------------------- | -------------------------------------------------------------------- |
| البحرين           | الحضارة الدلمونية                     |  | مصر                                | الحضارة الفرعونية                                                    |
| فلسطين · لبنان    | الحضارة اليبوسية والكنعانية والفينيقة |  | العراق                             | الحضارة السومرية والآشورية والبابلية والأكدية والحضر وحضارة المناذرة |
| الأردن            | الحضارة المؤابية وحضارة العرب الأنباط |  | سوريا                              | الحضارة الأرامية وحضارة العرب الغساسنة                               |
| إيران · أفغانستان | الحضارة الفارسية                      |  | اليمن                              | الحضارة السبئية والحضرمية والحميرية والتبابعة                        |
| إندونيسيا         | جزر الملايو                           |  | باكستان                            | حضارة وادي السند                                                     |
| تركيا             | حضارات الترك، الحضارة البيزنطية       |  | أوزبكستان · كازاخستان · تركمانستان | حضارات ماوراء النهر                                                  |

### بعد ظهور الإسلام
ينقسم ذلك العصر إلى عدة أقسام هي:
- عصر النبي محمد ﷺ: من الهجرة إلى السنة 11هـ.
- عصر الخلفاء الراشدين : من 11هـ إلى 41هـ.
- عصر الخلفاء الأمويين: من 41هـ إلى 132هـ.
- عصر الخلفاء العباسيين: من 132هـ إلى 245هـ.
- عصر الاضمحلال والتفكك الأول: من 245هـ إلى 656هـ.
- عصر السلاطين العثمانيين: من 656هـ إلى 1342هـ.
- عصر التفكك الثاني: من 1342هـ إلى اليوم.

## معلومات عامة عن العالم الإسلامي وثقافته
- الاسم:  العالم الإسلامي (الخلافة الإسلامية سابقًا).
- الأماكن المقدسة الرئيسية: مكة المكرمة، المدينة المنورة، بيت المقدس.
- عدد السكان: 1,728,514,691 نسمة (حسب احصائيات 2008م)
- نسبتهم في العالم: 26%.
- المساحة: 41,707,540 كم2.
- النسبة من مساحة اليابسة: 28%.
- اللغة الرسمية: اللغة العربية.
- اللغات الفرعية: أكثر من 20 لغة.
- الديانة: الإسلام.

### الديانة
ينتشر الإسلام بنسبة 85% من عدد سكان العالم الإسلامي. منهم: 10% شيعة وعلويون، و90% منهم سنة.
كما يشكل الـمسيحيون 12% من السكان، و3% بوذيون ويهود، و0.5% هندوس، و1% منهم يتوزعون على ديانات عدة من أهمها: سيخية وزرادشتية وكونفوشية وطاوية وجاينية وبهائية ويافلية وملحدون والوثنيين وبعض الروحانيين.

#### الإسلام
في عام 2010م، كان 73% من سكان العالم المسلمين يعيشون في بلدان يشكل المسلمون غالبية سكانها، بينما عاش 27% من سكان العالم المسلمين في بلدان يشكل المسلمون فيها أقلية. السكان المسلمون في الهند هم أكبر أقلية مسلمة في العالم حيث يشكلون 11% من تعداد المسلمين في العالم.
الطائفتان الرئيسيتان للإسلام هما الطائفتان السنية والشيعية. إنهم يختلفون بالدرجة الأولى حول كيفية حكم حياة الأمة ودور الإمام. الغالبية العظمى من المسلمين في العالم، ما بين 87% إلى 90% هم من أهل السنة والجماعة.
الشيعة والجماعات الأخرى يشكلون الباقي، حوالي 10 إلى 13% من إجمالي السكان المسلمين. البلدان ذات أعلى كثافة سكانية شيعية هي: إيران (89%)، وأذربيجان (65%)، والعراق (60%)، والبحرين (60%)، واليمن (35%)، وتركيا (10%)، ولبنان (27%)، وسوريا (13%)، وأفغانستان (10%)، وباكستان (10%).
المسلمون الخوارج، وهم أقل شهرة، لهم معقلهم الخاص في سلطنة عمان، حيث يشكلون حوالي 75% من سكانها.

#### أديان أخرى
تعيش أقليات غير مسلمة كبيرة في العديد من البلدان ذات الأغلبية المسلمة، فمنهم المسيحيون والهندوس والبوذيون واليهود والبهائيون والموحدون الدروز واليزيديون والمندائيون واليارسانيون والزرادشتيون.

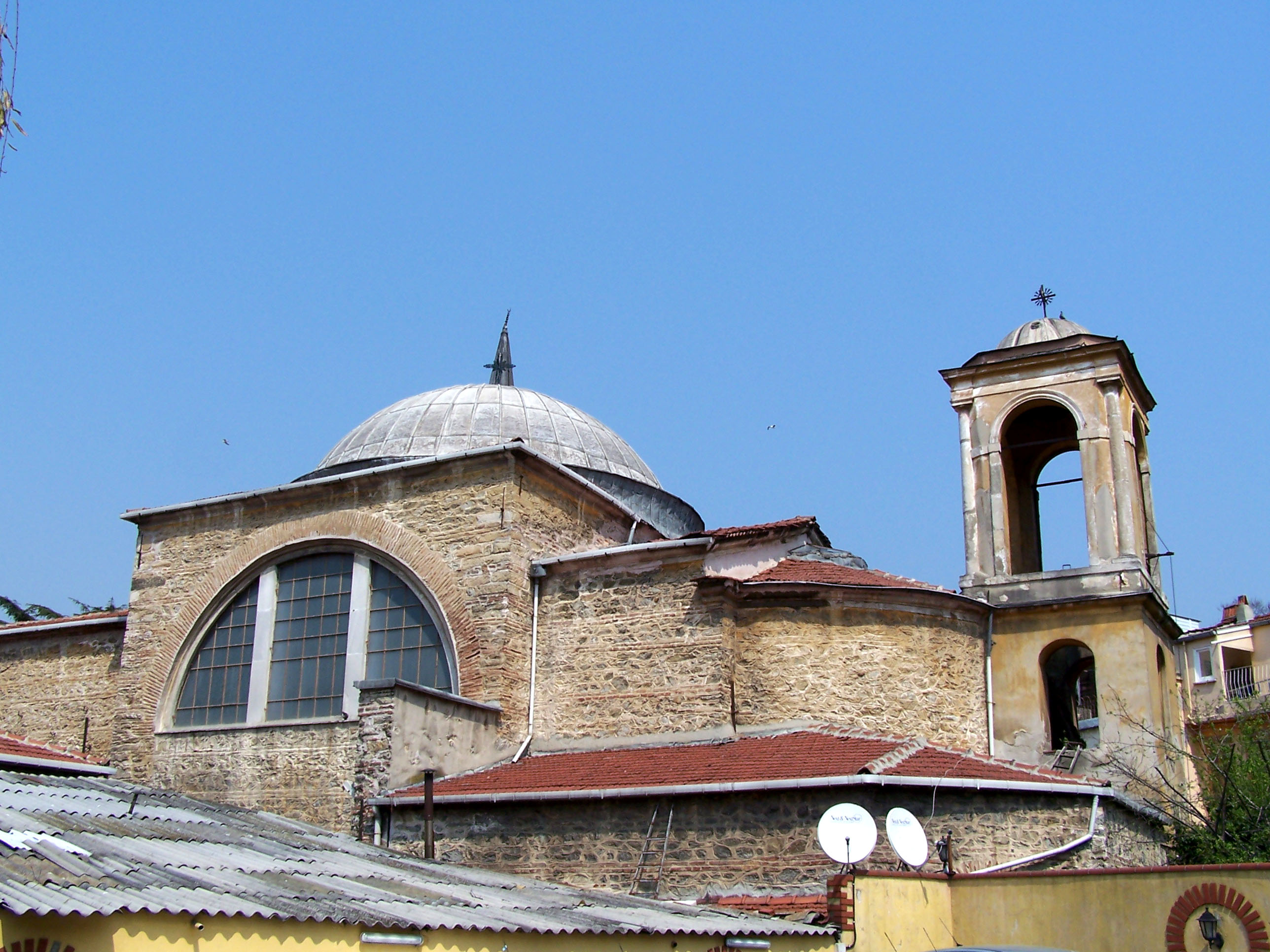
كنيسة ومسجد في إسطنبول بتركيا.

والعالم الإسلامي موطن لبعض أقدم المجتمعات المسيحية في العالم، وبعض أهم مدن العالم المسيحي، بما في ذلك ثلاثة من البطريركيات الخمس الكبرى (الإسكندرية وأنطاكية والقسطنطينية). يتفق العلماء والمفكرون على أن المسيحيين قدموا مساهمات كبيرة في الحضارة العربية والإسلامية منذ دخول الإسلام، وكان لهم تأثير كبير في المساهمة في ثقافة الشرق الأوسط وشمال إفريقيا ومناطق أخرى. تُشير تقديرات مركز بيو للأبحاث، أن أكثر من 64 مليون مسيحي، يعيشون في بلدان ذات أغلبية مسلمة (باستثناء نيجيريا) أو 144 مليون في حالة اعتبار نيجيريا من ضمن دول العالم الإسلامي سنة 2010. وبحسب دراسة منتدى بيو فإن إندونيسيا (21.1 مليون) بها أكبر عدد من المسيحيين في العالم الإسلامي، تليها كل من مصر وتشاد وكازاخستان. بينما وفقًا لعدلي يوسف ومارتين توماس، أن حوالي 30 مليون مسيحي يعيشون في بلدان ذات أغلبية مسلمة سنة 2004، وأكبر تجمع منهم يعيشون في إندونيسيا، تليها مصر. ينقسم سكان نيجيريا بالتساوي تقريبًا بين المسلمين والمسيحيين، إذ يبلغ عدد كل منهما أكثر من 80 مليون نسمة.
وتواجدت الجاليات اليهودية في جميع أنحاء الشرق الأوسط وشمال إفريقيا منذ ظهور الإسلام. لكن عدد اليهود المقيمين في البلدان الإسلامية، تقلص إلى جزء صغير بالمقارنة مع أحجامهم السابقة خصوصاً مع هجرة اليهود من الدول العربية والإسلامية منذ عام 1948، مع وجود أكبر مجتمعات من اليهود في البلدان الإسلامية في البلدان غير العربية مثل إيران وتركيا (300,00)؛ كلاهما، مع ذلك، عدد اليهود فيها أصغر بكثير مما كان عليه تاريخيا. وفي الدول العربية، يقيم أكبر مجتمع يهودي اليوم في المغرب، وعددهم حوالي 2,000 يهودي، ثم تونس بحوالي 1,000 يهودي. يبلغ عدد الموحدين الدروز في جميع أنحاء العالم ما بين 800,000 إلى مليون، وتقيم الغالبية العظمى منهم في بلاد الشام (بالأساس في سوريا ولبنان).
وأكد منتدى بيو في دراسة له سنة 2010، تواجد أقليات هندوسية كبيرة ببنغلاديش (13.5 مليون) وإندونيسيا (4 ملايين) وباكستان (3.3 مليون) وماليزيا (1.7 مليون). بينما ماليزيا (5 ملايين) بها أكبر عدد من البوذيين في العالم الإسلامي. والزرادشتيون أقدم مجتمع ديني متبقٍ في إيران.

### التعليم
كشفت دراسة أجراها مركز بيو للأبحاث عامَ 2016م عن الدين والتعليم في جميع أنحاء العالم، أن المسلمين لديهم أدنى متوسط مستويات التعليم بعد الهندوس، بمتوسط 5.6 سنة من التعليم المدرسي. وحوالي 36% من جميع المسلمين ليس لديهم تعليم رسمي، كما أن لدى المسلمين أدنى متوسط مستويات للتعليم العالي بالمقارنة مع المجموعات الدينية الرئيسية، حيث فقط 8% من مسلمي العالم لديهم شهادات دراسات عليا أو شهادة جامعية. أعلى سنوات الدراسة في البلدان ذات الأغلبية المسلمة وجدت في أوزبكستان (11.5)، والكويت (11.0) وكازاخستان (10.7). بالإضافة إلى ذلك، فإن متوسط سنوات الدراسة في البلدان التي يشكل المسلمون الأغلبية فيها هو 6.0 سنوات من التعليم، والتي تتخلف عن المتوسط العالمي (7.7 سنة من الدراسة). في الفئة العمرية الأصغر (25–34) التي شملها الاستطلاع، يتمتع الشباب المسلمون بأقل مستويات التعليم بالمقارنة مع المجموعات الدينية الرئيسية، بمتوسط 6.7 سنوات من التعليم، والذي يتخلف عن المتوسط العالمي (8.6 سنة من الدراسة). ووجدت الدراسة أن المسلمين لديهم قدر كبير من عدم المساواة بين الجنسين في التحصيل العلمي، لأن النساء المسلمات لديهن في المتوسط 4.9 سنوات من التعليم؛ مقارنةً بمتوسط 6.4 سنوات من التعليم بين الرجال المسلمين.

### اللغات في العالم الإسلامي

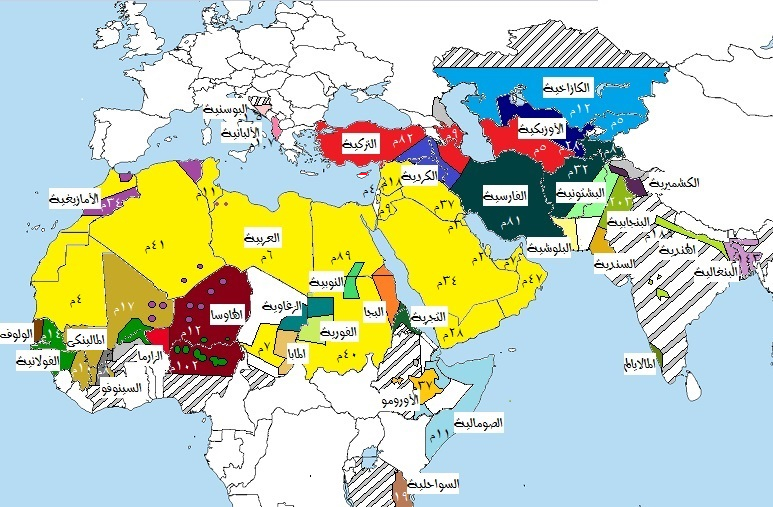
اللغات وعدد السكان في العالم الاسلامي

اللغة العربية يتكلمها 20٪ إلى 30٪ من المسلمين، بالإضافة إلى اللغات الأوردية، الفارسية، التركية، الكردية، الأمازيغية، البشتونية، الصومالية، الروسية، الاندونيسية، السندية...
اللغة العربية هي لغة القرآن الذي يُثاب المسلمون بقراءته وحفظه.

## امتداد العالم الإسلامي
يمتد العالم الإسلامي بين خطي طول 120 درجة شرقا إلى 30 درجة غربا.
- أقصى امتداد للعالم الإسلامي شرقاً، مدينةُ دجاجا بورا بدولة إندونيسيا.

- أقصى امتداد للعالم الإسلامي غرباً، الرأس الأخضر بدولة السنغال.

ويمتد العالم الإسلامي بين خطي عرض 56 درجة شمالا وخط الاستواء جنوبا إلى القبل منه جنوبا.
- أقصى امتداد للعالم الإسلامي شمالاً، ماري أل وسط روسيا على جبال الأورال.

- أقصى امتداد للعالم الإسلامي جنوباً، جزيرةُ مايوت إحدى الجزر الثلاث الرئيسية المكونة لدولة جزر القمر.

## مميزات العالم الإسلامي
يتميز العالم الإسلامي خصوصا بـ:
- قوة الإقتصاد.
- كثرة الموارد الطبيعية.
- اتساع مساحة الأراضي، فهو يشَكِّل حوالي ربع مساحة الأرض.
- كثرة عدد السكان، حيث يصلون إلى ربع عدد سكان الأرض.
- كثرة الأنهار، واتساع مساحة الأراضي الصالحة للزراعة حتى أنها تصل إلى حوالي مساحة أستراليا.
- تتميز كل من إيران وتركيا وباكستان وإندونيسيا ومصر وكازاخستان بصناعة السلاح بوفرة، ومنها من يصدره.
- في العالم الإسلامي قاعدتان فضائيتان إحداهما في ألماتي والأخرى في الشيشان.
- إمكانية الاكتفاء الذاتي.

### سواحل إسلامية
يطل العالم الإسلامي على 18 بحرا، وثلاثة محيطات، وأربع بحيرات مشتركة مع دول أخرى:
| الترتيب | اسم البحر            | طول الجزء التي تطل عليه السواحل الإسلامية بالكم |
| ------- | -------------------- | ----------------------------------------------- |
| 1       | البحر الأبيض المتوسط | 8110                                            |
| 2       | بحري (باندا وفلورس)  | 6250                                            |
| 3       | البحر الأحمر         | 6250                                            |
| 4       | بحر قزوين (الخزر)    | 5260                                            |
| 5       | جاوة                 | 5200                                            |
| 6       | خليج عدن             | 3920                                            |
| 7       | الخليج العربي        | 3779                                            |
| 8       | أورافورا             | 2961                                            |
| 9       | بحر الصين الجنوبي    | 1820                                            |
| 10      | البحر الأسود         | 1780                                            |
| 11      | بحر آرال             | 1560                                            |
| 12      | بحر مرمرة            | 1280                                            |
| 13      | بحر تيمور            | 1093                                            |
| 14      | بحر إيجة             | 1060                                            |
| 15      | البحر الأيوني        | 320                                             |
| 16      | البحر الميت          | 226                                             |
| 17      | البحر الأدرياتيكي    | 147                                             |

ويطل على ثلاثة محيطات هي:
| الترتيب | اسم المحيط     | الجزء الذي يطل عليه المحيط الإسلامي بالكم |
| ------- | -------------- | ----------------------------------------- |
| 1       | المحيط الهندي  | 13680                                     |
| 2       | المحيط الأطلسي | 7148                                      |
| 3       | المحيط الهادئ  | 6980                                      |

ويشترك العالم الإسلامي مع دول معينة في بعض البحيرات التي يطل عليها، وهي:
| الترتيب | البحيرة        | الطول بالكيلومتر |
| ------- | -------------- | ---------------- |
| 1       | بحيرة فيكتوريا | 600              |
| 2       | تنجانيقا       | 480              |
| 3       | ملاوي          | 320              |
| 4       | توركنا         | 50               |

في العالم الإسلامي بعض أهم الممرات والمضايق البحرية، وهي:
مضيق هرمز، وباب المندب، ومضيق مكسر، ومضيق ملقا، ومضيق سنغافورة، ومضيق الدردنيل، ومضيق موزمبيق، ومضيق جبل طارق، ومضيق توريس، ومضيق جوبال، ومضيق اوترانتو، ومضيق تيران، وقناة السويس.
وتعتبر قناة السويس أهم ممر مائي في العالم الإسلامي، بل العالم كله. يبلغ طوله 163 كم، يربط البحر الأبيض المتوسط بالبحر الأحمر. وتُعَد البوابة الرئيسية للعالم، تمتد من مدينة بورسعيد شمالا، إلى مدينة السويس جنوبا. ويليلها مضيق باب المندب في اليمن، ومضيق جبل طارق في مغرب العالم الإسلامي.

### أهم الأنهار في العالم الإسلامي
في العالم الإسلامي أكثر من 250 نهراً، وحوالي 10000 نهيرٍ. منها أهم أنهار العالم، أهمها أنهار: النيل، ودجلة، والفرات، وسيحون، وجيحون، والنيجر، وتاريم، والخابور، والأردن، والسنغال، والفولغا، والأورال، والعاصي، والليطاني، والسند، والغانج، وبراهمابوترا، وإيرتيش، وكاما، وغيرها من الأنهار.

## بلاد ودول العالم الإسلامي (البلاد ذات الاغلبية الإسلامية)

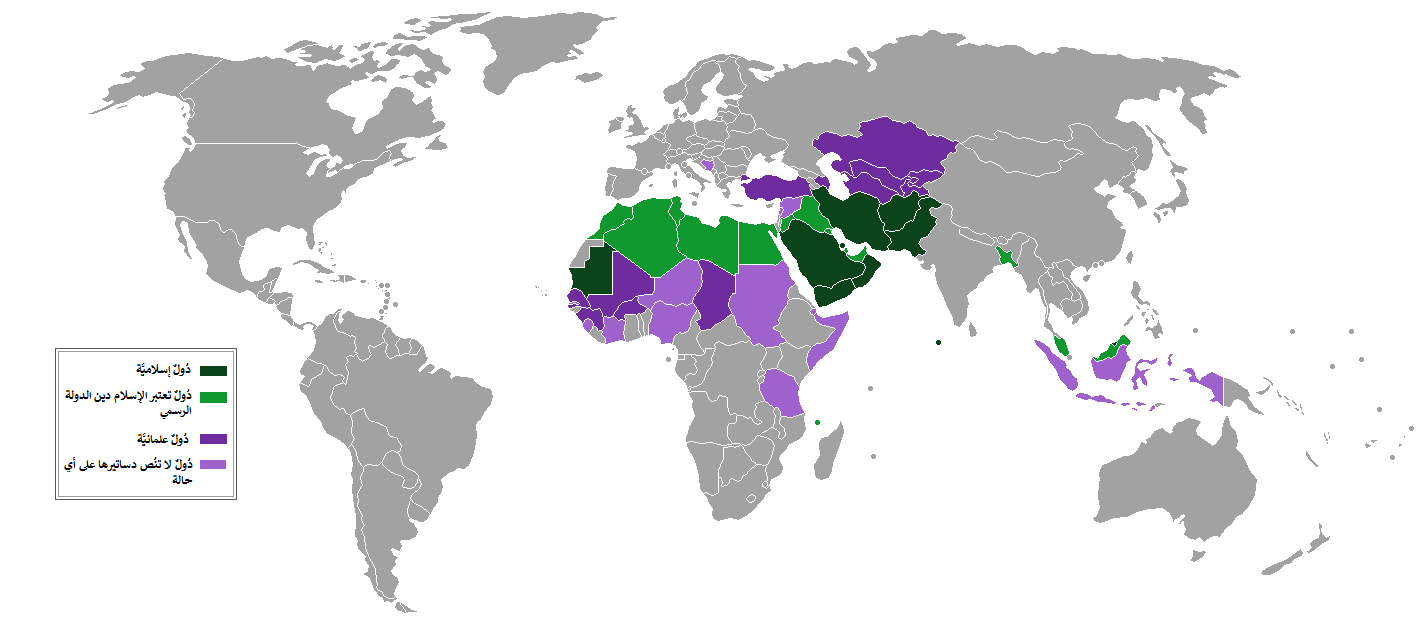
الدول التي يُشكِّل المُسلمون أغلب سُكَّانها وما تنُص عليه دساتيرها بخصوص علاقة الإسلام والدولة.

كل البلاد التي تظهر في القائمة وليس بجوارها علمها فهي تقع تحت احتلال دولة أخرى أو تقع تحت سيطرة دولة أخرى ما عدا فلسطين
| · السعودية     | · الأردن                   | · الكويت    |
| · العراق       | · الإمارات العربية المتحدة | · سوريا     |
| · لبنان        | · عُمان                     | · فلسطين    |
| · جزر المالديف | · ماليزيا                  | · البحرين   |
| · إندونيسيا    | · إيران                    | · أفغانستان |
| · بروناي       | · بنغلاديش                 | · باكستان   |
| · اليمن        | · أذربيجان                 | · تركيا     |
| · كازاخستان    | · أوزبكستان                | · قطر       |
| · تركمانستان   | · قرغيزستان                | · طاجيكستان |

### مناطق تطالب بالانفصال أو غير معترف بها
- مينداناو - من الفلبين
- جاموا وكشمير - من الهند
- تركستان الشرقية - من الصين
- شمال قبرص - من قبرص
- أراكان

### الجمهوريات الروسية ذات الأغلبية المسلمة
- كبردينو - بلقاريا
- قرة تشاي شركسيا
- إنجوشتيا
- الشيشان
- داغستان
- تتارستان
- باشكورتوستان

| · مصر       | · ليبيا        | · تونس       |
| · المغرب    | · الجزائر      | · موريتانيا  |
| · السودان   | · الصومال      | · جيبوتي     |
| · إرتريا    | · بنين         | · أوغندا     |
| · موزمبيق   | · جزر القمر    | · تشاد       |
| · الكاميرون | · نيجيريا      | · مالي       |
| · النيجر    | · بوركينا فاسو | · ساحل العاج |
| · غينيا     | · غينيا بيساو  | · غامبيا     |
| · سيراليون  | · السنغال      | · الغابون    |
| · توغو      |                |              |

| الدول الإسلامية الأوروبية  |
| -------------------------- |
| · كوسوفو (معترف بها جزئياً) |
| · البوسنة والهرسك          |
| · ألبانيا                  |

## مشاكل سياسية في العالم الإسلامي
- القضية الفلسطينية ( فلسطين)
- احتلال العراق ( العراق)
- الحرب الأفغانية ( أفغانستان)
- تركستان
- مندناو
- سبتة ومليلية الاحتلال الأسباني
- اراكان
- فطاني
- الشيشان
- دارفور
- جاو وكشمير
- الحرب الأهلية السورية
- الحرب الأهلية اليمنية
- الصحراء الغربية
- صراع الروهينغا
- الأزمة الليبية

### خلافات سياسية أو حدودية بين الدول الإسلامية
- السعودية مع  اليمن و إيران
- العراق مع  الكويت
- الجزائر مع  المغرب
- الإمارات العربية المتحدة مع  إيران
- الصحراء الغربية مع  المغرب

## وصلات خارجية
- مجموعة مقالات عن الدول الأعضاء بمنظمة المؤتمر الإسلامي
- التيارات المعولمة داخل العالم الإسلامي قبل العهد الحديث والعولمة الحديثة